# Моррис, Маргаретта
Маргаретта Моррис (англ. Margaretta Morris; 3 декабря 1797, Филадельфия — 29 мая 1867) — американский энтомолог.

## Биография
Маргаретта Хейр Моррис родилась в 1797 году в Филадельфии. Её родителями были Люк и Энн Моррис. С 1812 года она жила, вместе с овдовевшей матерью и незамужней сестрой, в области Джермантаун в Филадельфии. Сама Маргаретта замужем тоже не была. Она изучала ботанику и посещала лекции по минералогии и геологии, которые читал в Академии Джермантауна Чарлз Джонс Уистер. Вероятно, она также посещала курс ботаники, который вёл Томас Наттолл. Мать и сестра разделяли её интересы; последняя даже состояла в переписке с Эйсой Греем.
Маргаретта создавала ботанические иллюстрации для ведущих натуралистов своего времени, включая Наттолла и Уильяма Гембела. Однако известна она в первую очередь своими исследованиями так называемой «семнадцатилетней саранчи» 1840 года и насекомых, которых считала гессенскими мухами, вредителями пшеницы (её работа на эту тему была опубликована в 1841 году). В 1849 году сама Маргаретта поняла, что это был другой представитель семейства Cecidomyiidae, однако оставленные ею описания не позволяют точно определить, какой именно. Маргаретта скрупулёзно исследовала жизненный цикл этих насекомых, особенности их размножения, их естественных врагов и способы защиты от них урожая. Ещё одной областью её интересов были грибковые заболевания растений.
Маргаретта публиковала статьи о насекомых в различных журналах, включая American Agriculturalist. В 1850 году её статья о периодических цикадах была зачитана на заседании Американской ассоциаций содействия развитию науки (женщинам не полагалось самостоятельно выступать перед мужской аудиторией). В том же году Моррис стала одной из двух первых женщин — членов этой ассоциации.
Маргаретта Моррис умерла 29 мая 1867 года.